# Nazr Mohammed
Pour les articles homonymes, voir Mohammed.
Nazr Tahiru Mohammed, né le 5 septembre 1977 à Chicago, Illinois, est un joueur de basket-ball professionnel de NBA. Il mesure 2,08 m et évolue aux positions de pivot et d'ailier fort.

## Biographie
Fils d'un immigrant du Ghana, Mohammed a grandi à Chicago et est allé à l'école Kenwood Academy. Mohammed joue avec l'équipe universitaire des Wildcats du Kentucky durant l'année 1995. Il joue peu lors de sa première saison NCAA et partage ensuite le poste de pivot avec Jamaal Magloire. Nazr et les Wildcats du Kentucky remportent le titre universitaire en 1996 et 1998, et échouent en finale en 1997 face à Arizona.

## Carrière NBA
Il est sélectionné par le Jazz de l'Utah au premier tour, en 29e position de la draft 1998 de la NBA. Utah transfère ses droits aux 76ers de Philadelphie, avec qui il dispute deux saisons et demie. Il joue ensuite pour les Hawks d'Atlanta jusqu'au milieu de la saison 2004, où il rejoint les Knicks de New York.
Mohammed partage la saison 2004-2005 entre les Knicks et les Spurs de San Antonio (qui acquièrent ses droits contre Malik Rose). Il remporte le titre NBA 2005 avec les Spurs San Antonio en tant que titulaire.
Durant sa seconde saison à San Antonio, il partage le poste de pivot titulaire avec Radoslav Nesterovič. Il rejoint en 2006 les Detroit Pistons où il est le remplaçant de Chris Webber. En décembre 2007, il est échangé et rejoint les Bobcats de Charlotte.
En février 2011, il est envoyé au Thunder d'Oklahoma City.

### Vie privée
Nazr a un jeune frère, Alhaji Mohammed, qui a joué pour les Cardinals de l'université de Louisville et a continué à jouer à l'étranger. Après plusieurs années aux Pays-Bas, il porte depuis la saison 2008-2009 le maillot du Limoges CSP Élite où il réalise une excellente saison et devient le chouchou des supporters.
Nazr est marié à Mindy, rencontrée à l'université. Ils ont deux enfants. Durant la coupure de la saison, ils résident Simpsonville, Kentucky.

## Records personnels sur une rencontre NBA
Les records personnels de Nazr Mohammed, officiellement recensés par la NBA sont les suivants :
| Type de statistique        | Saison régulière | Saison régulière            | Saison régulière | Playoffs | Playoffs               | Playoffs      |
| Type de statistique        | Record           | Adversaire                  | Date             | Record   | Adversaire             | Date          |
| -------------------------- | ---------------- | --------------------------- | ---------------- | -------- | ---------------------- | ------------- |
| Points                     | 30               | 2 fois                      |                  | 19       | SuperSonics de Seattle | 17 mai 2005   |
| Paniers marqués            | 14               | @ Clippers de Los Angeles   | 5 novembre 2001  | 8        | 2 fois                 |               |
| Paniers tentés             | 21               | 2 fois                      |                  | 11       | Nets du New Jersey     | 22 avril 2004 |
| Paniers à 3 points réussis |                  |                             |                  | 1        | 2 fois                 |               |
| Paniers à 3 points tentés  | 1                | 8 fois                      |                  | 1        | 2 fois                 |               |
| Lancers francs réussis     | 10               | @ Celtics de Boston         | 22 décembre 2004 | 8        | @ Nets du New Jersey   | 17 avril 2004 |
| Lancers francs tentés      | 11               | @ Celtics de Boston         | 22 décembre 2004 | 10       | @ Nets du New Jersey   | 17 avril 2014 |
| Rebonds offensifs          | 11               | @ Pacers d'Indiana          | 13 novembre 2004 | 9        | Nuggets de Denver      | 24 avril 2005 |
| Rebonds défensifs          | 16               | @ Timberwolves du Minnesota | 10 février 2010  | 9        | Nuggets de Denver      | 4 mai 2005    |
| Rebonds totaux             | 20               | 3 fois                      |                  | 15       | Nuggets de Denver      | 24 avril 2005 |
| Passes décisives           | 4                | 4 fois                      |                  | 2        | Nets de Brooklyn       | 25 avril 2013 |
| Interceptions              | 5                | @ Lakers de Los Angeles     | 10 novembre 2006 | 4        | @ Nets du New Jersey   | 17 avril 2014 |
| Contres                    | 8                | @ Nets du New Jersey        | 14 décembre 2004 | 4        | Nuggets de Denver      | 24 avril 2005 |
| Balles perdues             | 6                | 3 fois                      |                  | 4        | 2 fois                 |               |
| Minutes jouées             | 46               | Pistons de Détroit          | 15 décembre 2004 | 35       | Nuggets de Denver      | 24 avril 2005 |

- Double-double : 85 (dont 2 en playoffs) (au 07/01/2015)
- Triple-double : aucun.

## Palmarès
- Champion de la Conférence Ouest en 2012 avec le Thunder d'Oklahoma City.
- Champion de la Division Nord-Ouest en 2011 et 2012 avec le Thunder d'Oklahoma City.
- Champion NBA en 2005 avec les Spurs de San Antonio.

## Salaires
| Année       | Équipe  | Salaire      |
| ----------- | ------- | ------------ |
| 1998-1999   | Sixers  | 535 000 $    |
| 1999-2000   | Sixers  | 690 960 $    |
| 2000-2001   | Sixers  | 739 080 $    |
| 2001-2002   | Hawks   | 4 500 000 $  |
| 2002-2003   | Hawks   | 4 750 000 $  |
| 2003-2004   | Hawks   | 5 000 000 $  |
| 2004-2005   | Knicks  | 5 250 000 $  |
| 2005-2006   | Spurs   | 5 500 000 $  |
| 2006-2007   | Pistons | 5 215 000 $  |
| 2007-2008   | Bobcats | 5 632 200 $  |
| 2008-2009   | Bobcats | 6 049 400 $  |
| 2009-2010   | Bobcats | 6 466 600 $  |
| 2010-2011   | Thunder | 6 883 800 $  |
| 2011-2012*  | Thunder | 3 750 000 $  |
| 2012-2013   | Bulls   | 1 352 181 $  |
| 2013-2014   | Bulls   | 1 399 507 $  |
| Total Gains |         | 63 713 728 $ |
| 2014-2015   | Bulls   | 1 448 490 $  |

Note : * En 2011, le salaire moyen d'un joueur évoluant en NBA est de 5 150 000 $.

## Pour approfondir